# Henri Madelin
Pour les articles homonymes, voir Madelin.
Henri Madelin, s.j., né le 26 avril 1936 à Guebwiller (Haut-Rhin) et mort le 8 avril 2020 à Lille, est un prêtre catholique et théologien jésuite français.

## Biographie

### Jeunesse et études
Henri Madelin naît le 26 avril 1936 à Guebwiller (Haut-Rhin) dans une famille de neuf enfants. Son père, Germain Madelin (1904-1978), est ingénieur des eaux et forêts. Sa famille déménage en 1939 à Blois où il pratique le scoutisme.
Après des études de philosophie au scolasticat jésuite de Vals-près-le-Puy, deux années au collège Libermann à Douala puis des études de théologie au théologat de Fourvière (Lyon), il est ordonné prêtre dans la Compagnie de Jésus en 1967. Il est docteur en science politique,.

### Parcours professionnel
En 1973, il prend la direction de l’Action populaire, qui devient ensuite le Centre de recherche et d'action sociales (CERAS).
Provincial des Jésuites de France de 1979 à 1985, il préside, en 1985, le Centre Sèvres puis il est, en 1991, aumônier du Mouvement chrétien des cadres et dirigeants (MCC), avant de succéder au père Jean-Yves Calvez à la rédaction en chef de la revue Etvdes en 1995.
Il est membre de l'équipe de l'Office catholique d'information et d'initiative pour l'Europe (Ocipe).
Il est maître de conférences à l’Institut d'études politiques de Paris (IEP). Il enseigne également l’Institut d’études sociales (IES) de l’Institut catholique de Paris.
Henri Madelin meurt après avoir contracté la Covid-19 le 8 avril 2020 à l’âge de 83 ans.

## Publications
- Heurs et malheurs de l'autorité (entretien avec Yohan Picquart), Lessius, 2018.  (ISBN 2-87299-332-0)
- Ainsi fait-il (avec Caroline Pigozzi), Plon, 2013  (ISBN 978-2-259-22224-2)
- Refaire l'Europe. Le vieux et le neuf (préface de Jacques Delors), L'Europe dans tous ses états, Éditions du Rocher, Monaco, 2007  (ISBN 978-2-268-06222-8)
- Si tu crois, L'Originalité chrétienne, Bayard éditions/Étvdes, 2004  (ISBN 978-2-227-47312-6)
- Jeunes sans rivages, Desclée de Brouwer, 2001  (ISBN 978-2-220-04942-7)
- La Société dans les encycliques de Jean-Paul II, (collectif sous la direction d'Édouard Bonnefous et Patrick Valdrini), Centurion, (p. 43-52 et 143-146), 2000.
- L’Évangile social, Guide pour une lecture des encycliques sociales, (en coll. avec François Boëdec), Bayard éditions/Centurion, 1999  (ISBN 978-2-227-31712-3)
- La Menace idéologique, Le Cerf, 1989,  (ISBN 978-2-204-03022-9)
- « Une encyclique tardive sur l'Holocauste : La repentance contestée du Vatican », in Le Monde diplomatique (mai 1998)
- Sous le soleil de Dieu, Entretiens avec Yves de Gentil-Baichis, Bayard éditions/Centurion, 1996  (ISBN 978-2-227-32053-6)
- Dieu et César, Essai sur les démocraties occidentales, (en collaboration avec Sylvie Toscer), Desclée de Brouwer, 1994
- « L'Occident : christianisme et modernité », in Ramsès 92 (Rapport annuel mondial sur le système économique et les stratégies publié chaque année depuis 1990 par l'IFRI, ouvrage collectif sous la direction de Thierry de Montbrial), IFRI, Dunod, Paris, 438 p., (p. 305-320), 1991.
- Quand la charité se fait politique, supplément de Vie chrétienne no 351, trad. en portugais, 1991
- Nouveaux enjeux de la laïcité. Laïcité et débats aujourd'hui, (colloque organisé par La Croix-L'Évènement), 1990.
- Pluralité des religions et État laïque (Colloque du Centre Sèvres et du Centre Georges-Pompidou), (collectif), Centurion, Paris, 274 p., (p. 43-52 et 143-146).
- World Catholicism in transition, (collectif), Thomas M. Cannon s.j. editor, Macmillan Publishing Company, New York, (p. 57-79), 1988.
- Socialismes et chrétiens en Europe (collectif), Jean-Pierre Delarge Éditeur, (p. 121-135), 1979.
- En marge les chrétiens ? Point de vue sur la marginalisation des chrétiens en France, colloque de l'Institut catholique de Paris présenté par Olivier de Dinechin sj, Centurion, Paris, 184 p., (p. 93-104 et 112-115), 1979.
- La foi chrétienne à l'épreuve du marxisme (collectif), Centurion, Paris, 230 p., (p. 195-205), 1978.
- Chrétiens et marxistes dans la société française (collectif, sous la direction d'Henri Madelin), Centurion, Paris, 176 p., (p. 33-38, 61-68 et 110-118), 1977.
- Les chrétiens entrent en politique, Le Cerf, 1975.
- La Chine pour nous (collectif), Centurion, 1974.
- Pétrole et politique en Méditerranée occidentale, Armand Colin, 1973.
- Politique et foi (collectif), Cerdic, Strasbourg, p. 101-118, 1972.